# 후쿠시 소타
후쿠시 소우타(福士 蒼汰), 1993년 5월 30일 ~ )는 일본의 배우이다. 도쿄도 출신. 켄온 소속. 신장은 183cm, 혈액형은 O형이다.

## 약력
친구를 따라 처음으로 도쿄 시부야에 갔을 때 말을 걸어와 촬영하게 된 사진이 잡지에 실리게 되었다. 2010년에 그 사진을 본 켄온 직원에게 스카우트되어 동년 9월부터 켄온 소속이 되었다.
2011년 1월 《미사키 넘버 원!!》(NTV)로 배우 데뷔. 같은 해 9월부터 《가면라이더 포제》의 주인공 키사라기 겐타로 역으로 TV 드라마 첫 주연, 방송 시작 전인 8월에 공개된  《극장판 가면라이더 오즈 WONDERFUL 장군과 21개의 코어 메달》으로 영화 첫 출연, 12월에 공개된 《가면라이더×가면 라이어 포제&오즈 MOVIE 대전 MEGA MAX》로 영화 첫 주연을 맡았다.
오리콘 조사에 의한 〈2013년 상반기 브레이크 배우 랭킹〉 1위, 〈2014년 브레이크 배우 랭킹〉 1위를 차지했다.
2015년 7월기 《사랑하는 사이》로 후지 TV 게츠쿠 드라마 첫 주연을 맡았다.

## 인물
- 중학교 때까지 농구부, 고등학교 때는 더블 더치부에 소속해 있었다.[2]

- 동경의 배우는 카가와 테루유키와[7] V6의 오카다 준이치.[8] 목표는 시대극 등에도 출연하고 카가와처럼 폭이 넓은 배우가 되는 것이다.[2][7]

- 데뷔로부터 3개월 후에 《가면라이더 포제》의 주역 오디션에서 약 3천명 중에서 발탁되었다.[9] 그 중에는 우타호시 켄고 역으로 출연하는 다카하시 류키가 있었지만, 최종 면접에서 상대를 선택하는 심사 때에 후쿠시가 다카하시를 선택하고 함께 전달된 표제의 대사에서 교섭을 하게 되었다.[10]

- 특기는 공중제비와 영어로,[1] 영검 2급을 소지하고 있다.[2] 제9회 로마 영화제에서 영어 연설을 선보였다.[11]

## 출연 작품

### 텔레비전 드라마
| 방송일자                         | 제목                                                                  | 역할                              | 방송사               | 비고   |
| -------------------------------- | --------------------------------------------------------------------- | --------------------------------- | -------------------- | ------ |
| 2011년 1월 12일 ~ 3월 16일       | 미사키 넘버 원!!                                                      | 무라노 소타                       | NTV                  |        |
| 2011년 4월 22일 ~ 6월 24일       | 태어나다.                                                             | 야마나카 유야                     | TBS                  |        |
| 2011년 4월 22일 ~ 6월 24일       | 시마시마                                                              | 마코토 슈지                       | TBS                  |        |
| 2011년 9월 4일 ~ 2012년 8월 26일 | 가면라이더 포제                                                       | 키사라기 겐타로 / 가면라이더 포제 | TV 아사히            |        |
| 2013년 4월 1일 ~ 9월 28일        | 연속 TV 소설 〈아마짱〉                                               | 타네이치 코이치                   | NHK                  |        |
| 2013년 7월 9일 ~ 9월 10일        | 스타맨·이 별의 사랑                                                   | 호시오 (타츠야)                   | 칸사이 TV·후지 TV    |        |
| 2013년 8월 4일                   | FNS 27시간 TV 스페셜 드라마 〈약 1번째 프로포즈〉                     | 퀵 서비스 역                      | 후지 TV              |        |
| 2013년 10월 14일 ~ 12월 23일     | 바다 위의 진료소                                                      | 미사키 노보루                     | 후지 TV              |        |
| 2014년 1월 12일                  | TRICK 신작 스페셜 3                                                   | 미즈카미 아키라                   | TV 아사히            |        |
| 2014년 4월 12일 ~ 6월 21일       | 약해도 이길 수 있습니다~아오시 선생님과 풋내기 고교 야구 선수의 야망~ | 아카이와 키미야스                 | NTV                  |        |
| 2014년 10월 15일 ~ 12월 17일     | 오늘은 회사 쉬겠습니다.                                               | 타노쿠라 유토                     | NTV                  | [ 12 ] |
| 2015년 7월 20일 ~ 9월 14일       | 사랑하는 사이                                                         | 미우라 아오이                     | 후지 TV              |        |
| 2015년 10월 5일                  | 도서관 전쟁 BOOK OF MEMORIES                                          | 테즈카 히카루                     | TBS                  |        |
| 2016년 4월 23일 ~ 6월 18일       | 저승사자입니다.                                                       | 츠츠미 마도카                     | NTV                  | [ 13 ] |
| 2016년 6월 25일 ~ 26일           | 몽타주 삼억 엔 사건 기담                                              | 나루미 야마토                     | 후지 TV              |        |
| 2017년 7월 16일 ~ 9월 17일       | 사랑해도 비밀은 있다                                                  | 오쿠모리 레이                     | NTV                  |        |
| 2019년 7월 9일 ~ 9월 10일        | Heaven? ~고락 레스토랑~                                               | 이가 칸                           | TBS                  |        |
| 2019년 10월 11일 ~ 12월 13일     | 4분간의 마리골드                                                      | 하나마키 미코토                   | TBS                  |        |
| 2020년 5월 15일                  | 메이지 개화 신쥬로 탐정수첩                                           | 유키 신쥬로                       | NHK BS 프리미엄·BS4K |        |
| 2020년 9월 22일 ~ 10월 20일      | 다이버 -특수잠입반-                                                   | 구로사와 효고                     | 칸사이 TV·후지 TV    |        |
| 2021년 2월 15일 ~ 3월 8일        | 신의 카르테                                                           | 쿠리하라 카즈시                   | TV 도쿄              | [ 14 ] |
| 2021년 10월 18일 ~ 12월 20일     | 아발란치                                                              | 사이조 에이스케                   | 칸사이 TV·후지 TV    |        |

### 영화
| 개봉일자         | 제목                                                                      | 역할                              | 배급사             | 비고      |
| ---------------- | ------------------------------------------------------------------------- | --------------------------------- | ------------------ | --------- |
| 2011년 8월 6일   | 극장판 가면라이더 오즈 WONDERFUL 장군과 21개의 코어 메달                  | 키사라기 겐타로 / 가면라이더 포제 | 도에이             | 특별 출연 |
| 2011년 12월 10일 | 가면라이더 × 가면라이더 포제 & 오즈 MOVIE 대전 MEGA MAX                   | 키사라기 겐타로 / 가면라이더 포제 | 도에이             |           |
| 2012년 4월 21일  | 가면라이더×슈퍼 전대 슈퍼 히어로 대전                                     | 키사라기 겐타로 / 가면라이더 포제 | 도에이             |           |
| 2012년 8월 4일   | 가면라이더 포제 THE MOVIE 모두 함께 우주 왔다!                            | 키사라기 겐타로 / 가면라이더 포제 | 도에이             |           |
| 2012년 11월 23일 | 내가 처형되는 미래                                                        | 아사오 유키오                     | 도에이             |           |
| 2012년 12월 8일  | 가면라이더×가면라이더 위저드&포제 MOVIE 대전 얼티메이트                   | 키사라기 겐타로 / 가면라이더 포제 | 도에이             |           |
| 2013년 4월 27일  | 가면라이더×슈퍼 전대×우주 형사 슈퍼 히어로 대전Z                          | 가면라이더 포제 (목소리)          | 도에이             |           |
| 2013년 4월 27일  | 도서관 전쟁                                                               | 테즈카 히카루                     | 도호               |           |
| 2013년 8월 10일  | 에노시마 프리즘                                                           | 죠가사키 슈타                     | 비디오 플래닝      |           |
| 2014년 7월 12일  | 사랑한다고 말해 : 키스하고 싶어질 땐                                      | 쿠로사와 야마토                   | 쇼치쿠             |           |
| 2014년 9월 6일   | 인 더 히어로                                                              | 이치노세 료                       | 도에이             |           |
| 2014년 11월 15일 | 신이 말하는 대로                                                          | 타카하타 슌                       | 도호               |           |
| 2015년 3월 14일  | 스트롭 에지                                                               | 이노치세 렌                       | 도호               | [ 15 ]    |
| 2015년 10월 10일 | 도서관 전쟁 THE LAST MISSION                                              | 테즈카 히카루                     | 도호               |           |
| 2016년 12월 17일 | 나는 내일, 어제의 너와 만난다                                             | 미나미야마 타카토시               | 도호               | [ 16 ]    |
| 2017년 4월 29일  | 무한의 주인                                                               | 아노츠 카게히사                   | 워너 브라더스 영화 |           |
| 2017년 5월 27일  | 잠깐만 회사 좀 관두고 올게                                                | 야마모토                          | 도호               |           |
| 2017년 12월 9일  | 가면라이더 헤이세이 제너레이션 FINAL 빌드 & 에구제이도 with 레전드 라이더 | 키사라기 겐타로 / 가면라이더 포제 | 도에이             |           |
| 2018년 3월 21일  | 흐린 하늘에 웃다                                                          | 쿠모 텐카                         | 쇼치쿠             |           |
| 2018년 5월 4일   | 라플라스의 마녀                                                           | 아마카스 겐토                     | 도호               |           |
| 2018년 7월 20일  | 블리치                                                                    | 쿠로사키 이치고                   | 워너 브라더스 영화 |           |
| 2018년 10월 26일 | 고양이 여행 리포트                                                        | 미야와키 사토루                   | 쇼치쿠             |           |
| 2019년 6월 21일  | 페이블                                                                    | 킬러 후드                         | 쇼치쿠             |           |
| 2020년 1월 10일  | 카이지 파이널 게임                                                        | 타카쿠라 코스케                   | 도호               | [ 17 ]    |

### 무대
| 공연일자                           | 제목                                                                             | 역할          | 공연장소                                           | 비고                    |
| ---------------------------------- | -------------------------------------------------------------------------------- | ------------- | -------------------------------------------------- | ----------------------- |
| 2017년 11월 23일 ~ 2018년 2월 21일 | 극단☆신감선 〈촉루성의 7인〉 Season 달 상현달                                    | 스테노스케    | IHI 스테이지 어라운드 도쿄                         | [ 18 ]                  |
| 2020년 10월 4일 ~ 2020년 10월 17일 | 뷔렛지 프로듀스 2020 Series Another Style 〈우라시마 씨〉                        | 우라시마 타로 | 도쿄타테모노Brillia HALL                           | [ 19 ]                  |
| 2021년 4월 22일·4월 30일 ~ 5월 2일 | 낭독극 〈잊을 수 없는 잊을 수 없는〉 〈불귀의 첫사랑, 에비 SA〉 〈AK-불륜 해협〉 |               | 도쿄 요미우리 오테마치 홀 / 오사카 마츠시타 IMP 홀 | 작·연출 : 사카모토 유지 |

### 극장판·TV 애니메이션
| 개봉/방송일자   | 제목                         | 역할        | 배급사/방송사 | 비고              |
| --------------- | ---------------------------- | ----------- | ------------- | ----------------- |
| 2014년 4월 19일 | 명탐정 코난: 이차원의 저격수 | 케빈 요시노 | 도호          | 극장판 애니메이션 |

### WEB·전달 드라마
- 사랑해도, 비밀은 있다 (2017년 9월 17일·24일, Hulu) - 오쿠모리 레이 / 츠이타치 역

### 게임
- 가면라이더 배틀 간바라이도 (2011년 ~ 2013년, 데이터 카드다스) - 가면라이더 포제 역
- 가면라이더 클라이막스 히어로즈 시리즈 - 가면라이더 포제 역
  - 가면라이더 클라이막스 히어로즈 포제 (2011년 12월 1일, Wii·PSP)
  - 가면라이더 슈퍼 클라이막스 히어로즈 (2012년 11월 29일, Wii·PSP)
- 올 가면라이더 제너레이션 2 (2012년 8월 2일, DS·PSP) - 가면라이더 포제 역
- HEROES 'VS (2013년 2월 7일 발매, PSP) - 가면라이더 포제 역[21]
- 가면라이더 배틀라이도 워 시리즈 - 가면라이더 포제 역
  - 가면라이더 배틀라이도 워 (2013년 5월 23일, PS3)
- 가면라이더 배틀 간바라이징 (2013년, 데이터 카드다스) - 가면라이더 포제 역
- 가면라이더 여행자 전기 (2013년 11월 28일, 3DS) - 가면라이더 포제 역

### 오리지널 비디오
- 가면라이더 포제 아스트로 스위치 비밀 보고서 (2012년) - 키사라기 겐타로 역
- 가면라이더 포제 초배틀 DVD 우정의 로켓 드릴 스테이츠 (2012년) - 키사라기 겐타로 역

### 인터넷 영화
- 인터넷판 가면라이더 × 슈퍼 전대 슈퍼 영웅 매우 ~범인은 양념이다?!~ (2012년, 도에이) - 키사라기 겐타로 역
- 인터넷판 가면라이더 포제 다함께 우주 왔다! (2012년, 도에이) - 키사라기 겐타로 역

### 다큐멘터리
- 종전 70년 다큐멘터리 기획 〈우리에게 전쟁을 가르쳐주세요〉 (2015년 8월 15일, 후지 TV) - 네비게이터[22]

### PV
- 이토 쇼헤이 〈WE AER YOUNG (feat. 카와구치 하루나)〉 (2013년)
- RADWIMPS 〈TWILIGHT〉 (2021년)

### 광고(CM)
- 세븐&아이 홀딩스 〈세븐일레븐 가면라이더 스탬프 랠리〉 (2011년)
- 반다이 〈가면라이더 초코 비스킷〉 (2012년)
- 일본 맥도날드 〈해피밀 가면라이더 포제〉 (2012년)
- 반다이 남코 게임스 〈라이더 2 세대〉 (2012년)
- 109 〈MEN’S 2012 가을 이미지 모델〉 (2012년)
- 하루야마 상사 〈프레셔스 캠페인〉 (2013년)
- 스퀘어 에닉스 〈블러드 마스크〉 (2013년)
- SEED 콘택트 렌즈 (2013년)
- 에이스 쿡 〈수프는 하루사메〉 (2013년)
- KDDI au 〈au 4G LTE〉 (2014년)
- 롯데
  - Fits (2014년)
  - 쿠릿슈 (2014년)
- 아사히 음료 〈미츠야 사이다〉 (2014년)
- 카오
  - 리셋슈 (2014년)
  - 케이프 (2017년)
- 미즈호 파이낸셜 그룹 (2015년)
- 세이코 시계 〈WIRED〉 〈WIRED f〉 (2015년)
- YKK AP 〈투 액션 마도〉 (2015년)
- 이·러닝연구소 〈스쿨 TV〉 (2016년)

## 서적

### 사진집
- 후쿠시 소타 퍼스트 사진집 After Chicken Rice Go To Merlion (2012년 5월 30일, 도쿄 뉴스 통신사)[1] ISBN 978-4-86336-234-5
- MEN’S PHOTORE VOL.2 후쿠시 소타 (2012년 8월 22일, 도쿄 뉴스 통신사) ISBN 978-4-86336-262-8
- 후쿠시 소타 2nd 사진집 〈Blue〉 (2013년 9월 20일, 와니북스) ISBN 978-4-8470-4571-4
- 포토 북 〈후쿠시 소타의 ‘첫 번째의 ◯◯’〉 (2015년 6월 5일, 주부와 생활사)[23][24] ISBN 978-4-07-412346-9
- 후쿠시 소타 사진집 〈SOTA FUKUSHI〉 (2018년 12월 1일, 도쿄 뉴스 통신사) ISBN 978-4-86336-840-8

### 커버 모델
- 역 그 -그래도 좋아.- (2013년 6월 25일, 슈에이샤 핑키 분코) ※표지
- 역 그가 -더, 그대를 사랑합니다.- (2013년 12월 25일, 슈에이샤 핑키 분코) ※표지
- 역 그 -그래도 좋아.- 코믹컬 라이즈 (2013년 12월 25일, 마가렛 코믹스) ※표지

## 음악 작품
참가 작품
- 〈아마짱〉 노래 앨범 (2013년 8월 28일, 빅터 엔터테인먼트)
  - 이소노 선생 (미나가와 사루토키) & 키타산리쿠 고등학교 고등학교 잠수 토목과 학생들[주 9] 〈南部ダイバー〉 (교실 버전)

## 수상 경력
| 연도   | 시상식                 | 부문                    | 작품                                                                 | 출처   |
| ------ | ---------------------- | ----------------------- | -------------------------------------------------------------------- | ------ |
| 2014년 | 제38회 엘란도르상      | 신인상                  | 빈칸                                                                 | [ 25 ] |
| 2015년 | 제38회 일본 아카데미상 | 신인 배우상             | 사랑한다고 말해 : 키스하고 싶어질 땐, 인 더 히어로, 신이 말하는 대로 | [ 26 ] |
| 2015년 | 제7회 재팬 액션 어워드 | 베스트 액션 배우 우수상 | 블리치, 흐린 하늘에 웃다                                             |        |

### 내용주
1. ↑  개봉일 기준은 일본에서의 개봉일이다.
2. ↑  와타나베 슈와 공동 주연
3. ↑  요시자와 료와 공동 주연
4. ↑  시라이시 슌야과 공동 주연
5. ↑  카와구치 하루나와 공동 주연
6. ↑  아리무라 카스미와 공동 주연
7. ↑  제70회 칸 영화제 비경쟁부문 공식 출품
8. ↑  개봉·방송일자 기준은 일본에서의 공개일이다.
9. ↑  대사 : 이소노 선생 (미나가와 사루토키) & 아마노 아키 (노넨 레나) / 코러스: 타네이치 코이치 (후쿠시 소타) & 키타산리쿠 고등학교 잠수 토목과 학생들 (엑스트라)

### 참조주
1. 1 2 3 4 5 6 7  “후쿠시 소우타 공식 프로필”. 켄온. 2015년 10월 2일에 확인함.
2. 1 2 3 4  이마즈 미나. “후쿠시 소타  INTERVIEW”. 《플러스 액트》 (WANI BOOKS). 2013년 5월 28일에 원본 문서에서 보존된 문서. 2011년 5월에 확인함.
3. ↑  “신작 「가면라이더 포제」, 리젠트 머리의 주인공 후쿠시 소타”. 《livedoor 뉴스》. 2011년 6월 30일. 2013년 5월 28일에 원본 문서에서 보존된 문서. 2013년 7월 13일에 확인함.
4. ↑  “2013년 브레이크 배우 랭킹”. 《ORICON STYLE》. 오리콘. 2013년 11월 27일. 2013년 11월 27일에 확인함.
5. ↑  “2014년 브레이크 배우 랭킹”. 오리콘. 2014년 12월 19일. 2014년 12월 22일에 확인함.
6. ↑  “후쿠시 소타 월9 첫 주연!  후지 왕도 러브 스토리로 승부!”. 스포츠호치. 2015년 5월 18일. 2015년 5월 18일에 원본 문서에서 보존된 문서. 2015년 5월 18일에 확인함.
7. 1 2  “제48회 후쿠시 소타”. 《미남 발굴 조사대》 (시네마투데이). 2011년 12월 13일. 2013년 5월 28일에 원본 문서에서 보존된 문서. 2013년 8월 9일에 확인함.
8. ↑  포토 북 「후쿠시 소타의 『첫 번째의○○』」(2015년 6월 5일, 주부와 생활사) ISBN 978-4-07-412346-9, 104 페이지.
9. ↑  “후쿠시 소타, 가면라이더에서 「아침 드라마」에 왔다!”. 《오리콘》 (ORICON STYLE). 2012년 9월 7일. 2015년 8월 15일에 확인함.
10. ↑  『우주선 vol.138』29 페이지.
11. ↑  미야비 (2014년 11월 5일). “【엔터비타민♪】후쿠시 소타, 환호한 로마 국제 영화제에서 유창한 영어 연설. “유학 경험없이” 깜짝.”. 《TechinsightJapan》. 2021년 8월 23일에 확인함.
12. ↑  “드라마 「오늘은 회사」에 후쿠시 소타, 타마키 히로시”. 《코믹 나탈리》. 2014년 9월 3일. 2014년 9월 3일에 확인함.
13. ↑  “다나카 메카 원작의 드라마 「저승사자입니다.」 츠츠미 마도카는 후쿠시 소타, 아구마 사치는 츠치야 타오”. 《코믹 나탈리》. 2016년 2월 18일. 2016년 2월 18일에 확인함.
14. ↑  “후쿠시 소타 주연으로 「신의 카르테」드라마화 첫 의사 역에 「마음을 담아 임하는」”. 《영화나탈리》 (나타샤). 2020년 10월 17일. 2020년 10월 17일에 확인함.
15. ↑  “후쿠시 소우타 & 아리무라 카스미 「스트롭 에지」 영화화 W  주연! 4번째 공연에서 숨 딱”. 《영화.com》. 2014년 8월 11일. 2014년 8월 11일에 확인함.
16. ↑  “후쿠시 소타와 코마츠 나나가 첫 공동 출연! 베스트셀러 소설 「나는 내일」이 영화화”. 《시네마투데이》 (주식회사 시네마투데이). 2016년 1월 13일. 2016년 1월 13일에 확인함.
17. ↑  “후지와라 타츠야 주연의 실사 「카이지」 9년 만 신작이 결정! 공연에 후쿠시 소타, 아라타 마켄유, 세키미즈 나기사 등”. 영화.com. 2019년 5월 31일. 2019년 5월 31일에 확인함.
18. ↑  캐스트·스태프 (상현) : 촉루성의 7인 Season 달 | TBS 텔레비전 : IHI STAGE AROUND TOKYO 2021년 3월 7일에 확인.
19. ↑  『우라시마 씨』『카치카치야마』공식 | 뷔렛지 프로듀스 2021년 3월 7일에 확인.
20. ↑  사카모토 유지의 낭독극 추가 공연 후쿠시 소타 × 코시바 후우카, 나가노 타이가 × 츠치야 타오 참가 - 무대 · 연극 뉴스 : CINRA.  NET 2021년 3월 7일에 확인.
21. ↑  “어라? ACT가 약해도 RPG로 즐길 수있다!? 「HEROES’ VS (히어로즈 버서스)」의 PV + 플레이 리포트를 가장 빠른 공개”. 전격온라인. 2012년 12월 1일에 원본 문서에서 보존된 문서. 2012년 11월 30일에 확인함.
22. ↑  “오구리 슌, 마츠자카 토리, 후쿠시 소타에 후지 계열 종전 특별 프로에 출연”. 더 텔레비전. 2015년 6월 21일. 2015년 10월 5일에 확인함.
23. ↑  “후쿠시 소타가 편집장에 첫 도전!  포토 북 「후쿠시 소타의 『첫 번째의○○』」발매 결정”. 영화.com. 2015년 5월 13일. 2015년 5월 14일에 확인함.
24. ↑  “후쿠시 소타 씨가 생애 첫 편집장에 도전!  포토 북 「후쿠시 소타의 『첫 번째의○○』」발매”. 주부와 생활사. 2015년 5월 13일. 2015년 7월 12일에 원본 문서에서 보존된 문서. 2020년 10월 17일에 확인함.
25. ↑  “엘란도르상 역대 수상자  목록”. 일반 사단 법인 일본 영화 텔레비전 프로듀서 협회. 2016년 3월 5일에 원본 문서에서 보존된 문서. 2014년 1월 21일에 확인함.
26. ↑  제38회 일본 아카데미상 최우수 발표!  일본 아카데미상 공식 사이트, 2015년 1월 15일에 확인.